# 塞纳河畔圣旺
塞纳河畔圣旺（法語：Saint-Ouen-sur-Seine，法語發音：[sɛ̃.t‿wɛ̃ syʁ sɛn] ⓘ），简称圣旺，法国中北部城市，法兰西岛大区塞纳-圣但尼省的一个市镇，隶属于圣但尼区，其市镇面积为4.31平方公里，2022年1月1日时人口数量为53,041人，在法国城市中排名第128位。
塞纳河畔圣旺位于塞纳-圣但尼省西南部，南侧和西侧分别与巴黎和上塞纳省接壤，通过两条地铁、一条快铁和十余条公交线路与大巴黎都会区各地连接。塞纳河畔圣旺是巴黎北部重要的卫星城市，是世界大型铁路交通企业阿尔斯通的总部所在地，同时也因红星足球俱乐部及境内的跳蚤市场而闻名。

## 地名来源

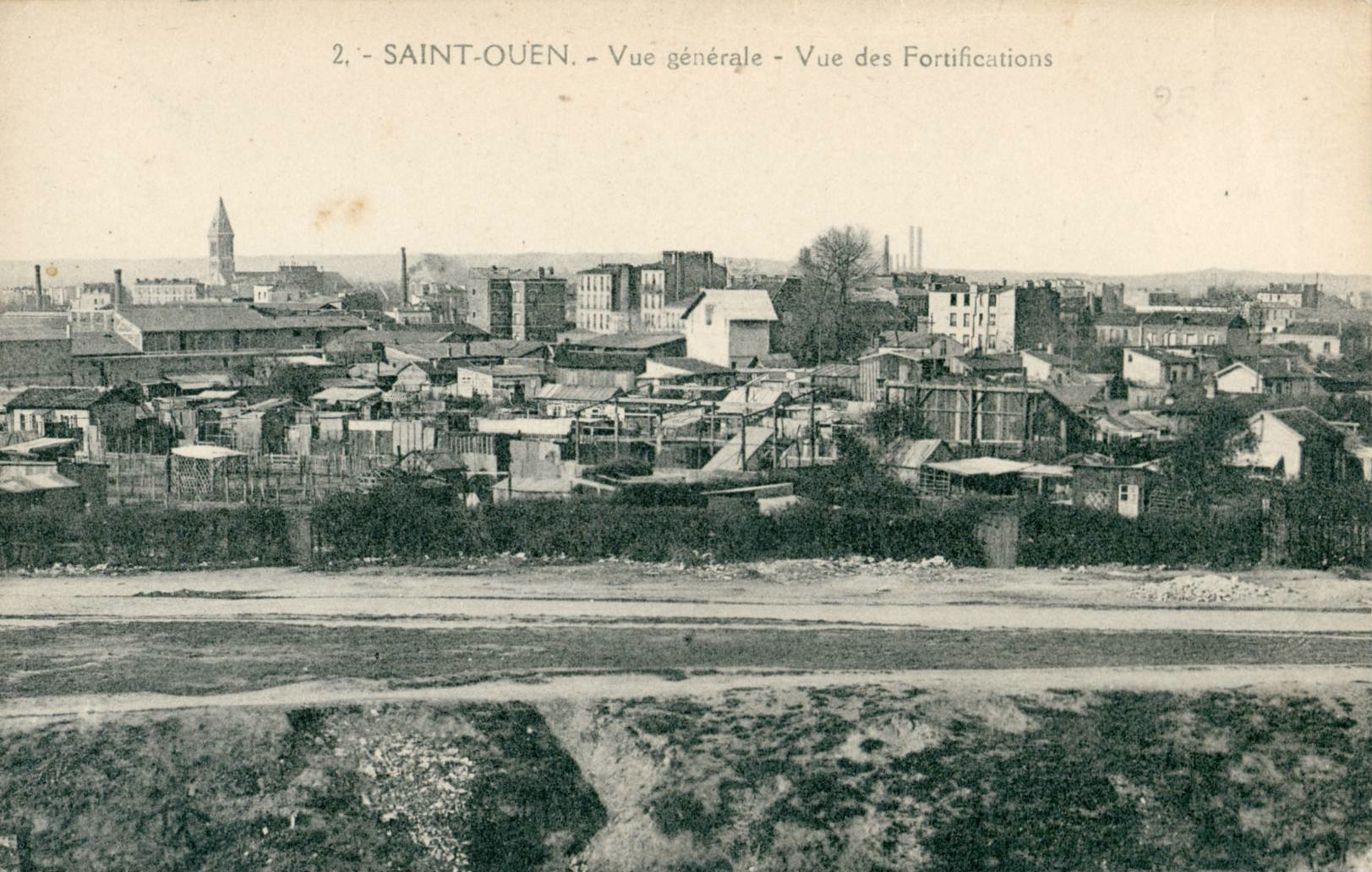
20世纪初的圣旺

“圣旺”一名来源于天主教圣人鲁昂的旺，后者逝世于塞纳河畔圣旺附近的克利希。“塞纳河畔”这一后缀则自2018年11月起成为当地官方名称的一部分。

## 历史
塞纳河畔圣旺历史上长期为巴黎北部的一处普通村落，是克利皮亚库姆（现克利希）的一部分，多位法国国王曾途径此地。法国大革命后，圣旺成为塞纳省的一个市镇，1823年，路易十八在圣旺修建圣旺城堡作为私人财产。工业革命期间，巴黎市区不断扩张，圣旺聚集了大量的工业部门，塞纳河圣旺河段建成了船坞，成为重要的工业码头。1862年，途径圣旺的巴黎大环线铁路建成。20世纪后，圣旺成为巴黎北部重要的卫星城区，并因集中了大批无产阶级而成为一座左翼城市。1968年，塞纳省撤销，圣旺被划入新成立的塞纳-圣但尼省。20世纪末，随着旅游业的发展，圣旺境内的跳蚤市场成为了巴黎近郊的一个景点。

## 地理

塞纳河畔圣旺（红色）在大巴黎都会区的位置

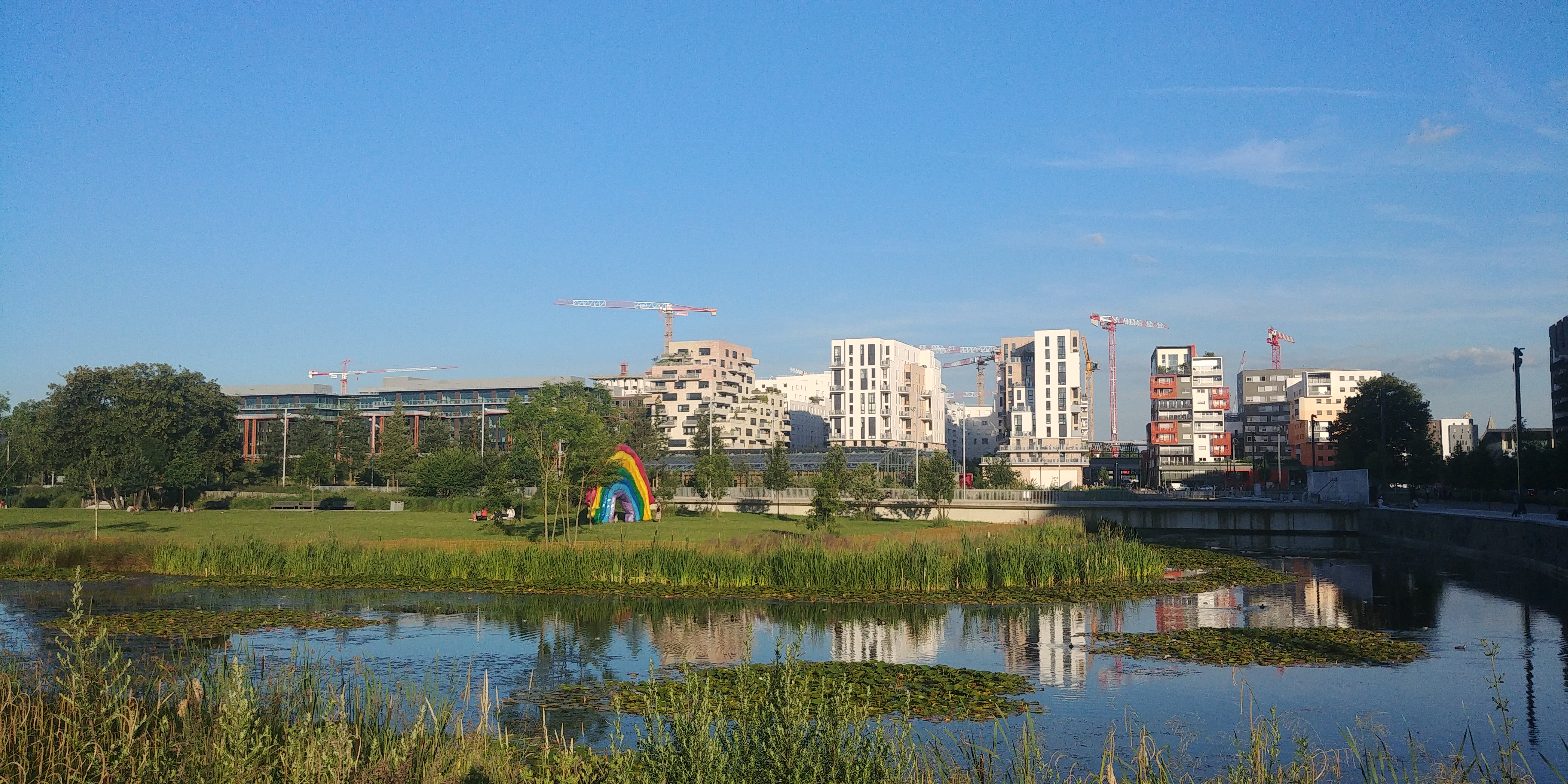
圣旺船坞公园

塞纳河畔圣旺位于法国中北部，法兰西岛大区中北部和塞纳-圣但尼省西部，距离省会博比尼大约9公里。与塞纳河畔圣旺接壤的市镇包括：巴黎、塞纳河畔阿涅尔、克利希、利勒圣但尼、圣但尼。

### 地形
塞纳河畔圣旺位于巴黎盆地腹地，境内地势平坦，全境海拔在22到48米之间。

### 水文
塞纳河干流自西南向东部流经境内北部，除此之外，塞纳河畔圣旺境内无其它大型天然水域。

### 植被
塞纳河畔圣旺属于温带落叶林区，塞纳河畔的圣旺船坞大公园（Grand Parc des Docks de Saint-Ouen）是当地主要的城市绿地。

### 气候
塞纳河畔圣旺在柯本气候分类法中属于温带海洋性气候。
距离塞纳河畔圣旺最近的气象站位于勒布尔歇，以下为该气象站的数据：
| 勒布尔歇1981年－2019年 | 勒布尔歇1981年－2019年 | 勒布尔歇1981年－2019年 | 勒布尔歇1981年－2019年 | 勒布尔歇1981年－2019年 | 勒布尔歇1981年－2019年 | 勒布尔歇1981年－2019年 | 勒布尔歇1981年－2019年 | 勒布尔歇1981年－2019年 | 勒布尔歇1981年－2019年 | 勒布尔歇1981年－2019年 | 勒布尔歇1981年－2019年 | 勒布尔歇1981年－2019年 | 勒布尔歇1981年－2019年 |
| 月份                   | 1月                    | 2月                    | 3月                    | 4月                    | 5月                    | 6月                    | 7月                    | 8月                    | 9月                    | 10月                   | 11月                   | 12月                   | 全年                   |
| ---------------------- | ---------------------- | ---------------------- | ---------------------- | ---------------------- | ---------------------- | ---------------------- | ---------------------- | ---------------------- | ---------------------- | ---------------------- | ---------------------- | ---------------------- | ---------------------- |
| 历史最高温 °C（°F）    | 16.1 (61.0)            | 20.8 (69.4)            | 24.7 (76.5)            | 31.9 (89.4)            | 35 (95)                | 36.9 (98.4)            | 42.1 (107.8)           | 40.2 (104.4)           | 35 (95)                | 29.4 (84.9)            | 21.3 (70.3)            | 17.2 (63.0)            | 42.1 (107.8)           |
| 平均高温 °C（°F）      | 7 (45)                 | 8.2 (46.8)             | 12 (54)                | 15.3 (59.5)            | 19.2 (66.6)            | 22.4 (72.3)            | 25.1 (77.2)            | 25 (77)                | 21.1 (70.0)            | 16.3 (61.3)            | 10.7 (51.3)            | 7.4 (45.3)             | 15.8 (60.4)            |
| 日均气温 °C（°F）      | 4.3 (39.7)             | 4.9 (40.8)             | 7.9 (46.2)             | 10.5 (50.9)            | 14.3 (57.7)            | 17.3 (63.1)            | 19.6 (67.3)            | 19.4 (66.9)            | 16.1 (61.0)            | 12.3 (54.1)            | 7.6 (45.7)             | 4.9 (40.8)             | 11.6 (52.9)            |
| 平均低温 °C（°F）      | 1.7 (35.1)             | 1.6 (34.9)             | 3.9 (39.0)             | 5.7 (42.3)             | 9.4 (48.9)             | 12.2 (54.0)            | 14.2 (57.6)            | 13.9 (57.0)            | 11.1 (52.0)            | 8.3 (46.9)             | 4.5 (40.1)             | 2.3 (36.1)             | 7.4 (45.3)             |
| 历史最低温 °C（°F）    | −18.2 (−0.8)           | −16.8 (1.8)            | −9.6 (14.7)            | −3.7 (25.3)            | −1.6 (29.1)            | 0.9 (33.6)             | 3.5 (38.3)             | 1.9 (35.4)             | 0.1 (32.2)             | −5.6 (21.9)            | −9.5 (14.9)            | −15.1 (4.8)            | −18.2 (−0.8)           |
| 平均降水量 mm（）      | 49.6 (1.95)            | 42 (1.7)               | 50.2 (1.98)            | 49.8 (1.96)            | 61.1 (2.41)            | 55 (2.2)               | 59.2 (2.33)            | 49 (1.9)               | 49.3 (1.94)            | 64.8 (2.55)            | 50.9 (2.00)            | 59.8 (2.35)            | 640.7 (25.22)          |
| 月均日照時數           | 62                     | 75.1                   | 125                    | 165.8                  | 193.3                  | 206.9                  | 215.7                  | 206.2                  | 160.2                  | 111.2                  | 65.1                   | 50.8                   | 1,637.3                |
| 来源：infoclimat.fr    |                        |                        |                        |                        |                        |                        |                        |                        |                        |                        |                        |                        |                        |

## 行政区划
塞纳河畔圣旺是法国法兰西岛大区塞纳-圣但尼省的一个市镇，编号为93070。塞纳河畔圣旺隶属于圣但尼区，隶属于塞纳-圣但尼省第一选区，管理塞纳河畔圣旺县，同时也是大巴黎都会区的组成部分。
法国国家统计与经济研究所（简称）在进行数据统计时，将塞纳河畔圣旺划入大巴黎都会区，并将包括塞纳河畔圣旺在内的1,794个市镇设为巴黎城市区。自2020年起，巴黎城市区被包含1,929个市镇的巴黎城市辐射区代替。此外，还将塞纳河畔圣旺市镇分为了18个“块区”（IRIS），以便于统计人口分布情况。

## 交通

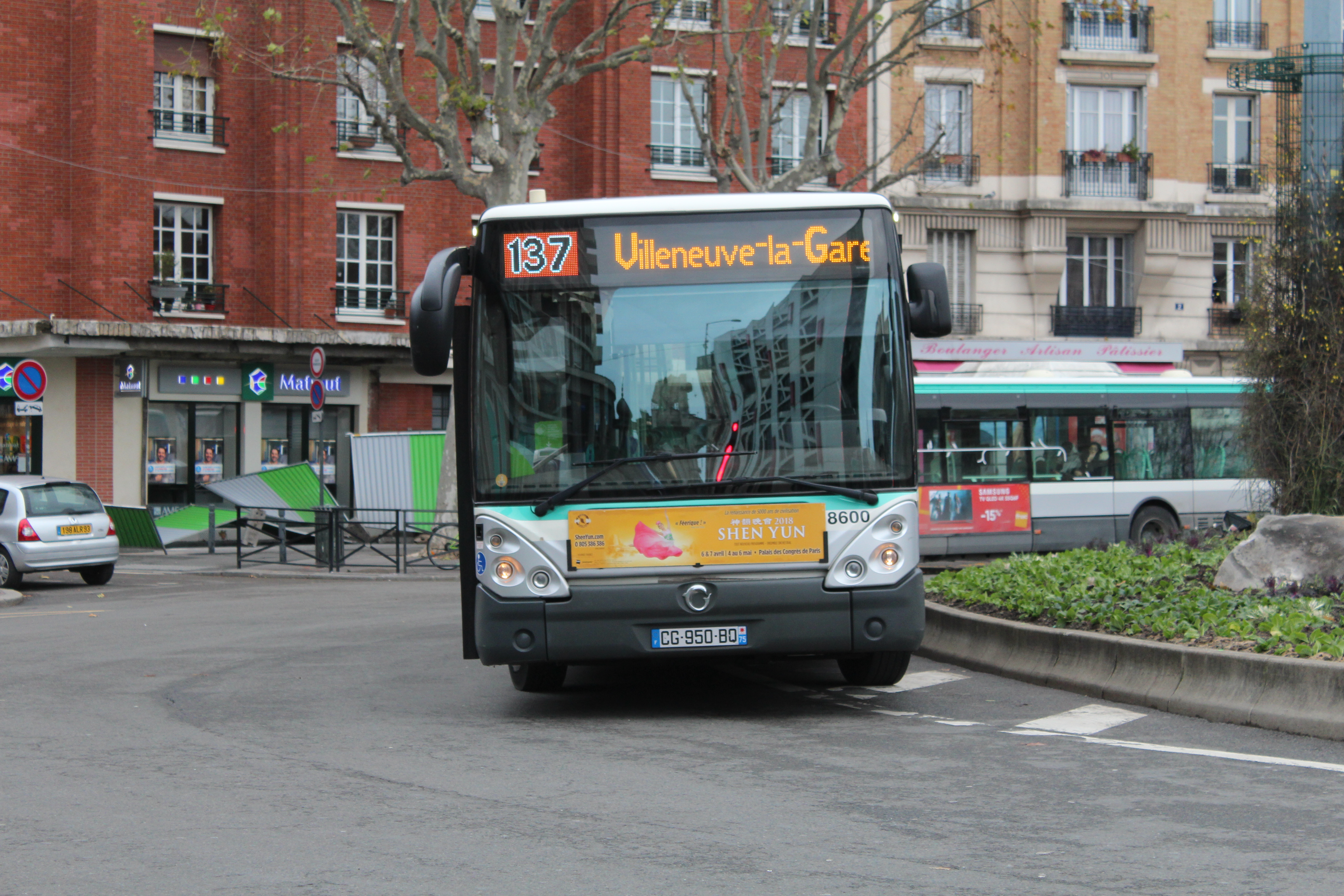
途径圣旺市区的巴黎公交137路

### 公路
塞纳河畔圣旺境内的街道均为城市道路，设有排水、照明等设施。巴黎环城大道从塞纳河畔圣旺南部经过，通过两处匝道连接市区。
2017年，36.3%的塞纳河畔圣旺家庭拥有至少一辆的私人汽车。2019年，塞纳河畔圣旺境内共发生各类交通事故94起，造成104人受伤。

### 铁路
塞纳河畔圣旺位于埃尔蒙-欧博讷－战神广场铁路上。圣旺站位于市区西部，停靠法兰西岛大区快铁C线。

### 对外交通
距离塞纳河畔圣旺最近的长途汽车站、长途铁路车站和民用航空站分为马约门汽车站、巴黎圣拉扎尔站和巴黎戴高乐机场，距离塞纳河畔圣旺市中心的公路里程分别为4公里、6公里和22公里。

### 城市公共交通
塞纳河畔圣旺是巴黎城市公共交通网的组成部分。截至2021年3月，共有2条地铁、1条快铁、14条公交线路和2条夜间线路经过塞纳河畔圣旺境内。
| 66：歌剧院 ↔ 圣旺-船坞 85：卢森堡 ↔ 圣旺-船坞 137：克利尼昂库尔门 ↔ 圣旺市政府 ↔ 拉加雷讷新城-北部工业区 138：快铁圣旺站 ↔ 埃尔蒙-欧博讷站 139：圣旺-塞纳河岸 ↔ 罗萨·帕克斯站 140：圣旺市政府 ↔ 阿让特伊站 166：克利尼昂库尔门 ↔ 圣旺市政府 ↔ 热讷维利耶-卢夫雷斯工业区 | 173：克利希门 ↔ 圣旺市政府 174：快铁圣旺站 ↔ 拉德芳斯 237：圣旺门-比沙医院 ↔ 圣旺市政府 ↔ 塞纳河畔埃皮奈快铁站 255：克利尼昂库尔门 ↔ 圣旺 ↔ 加日莱戈内斯-卢泰西亚环岛 274：圣旺市政府 ↔ 快铁圣但尼站 255：克利尼昂库尔门 ↔ 圣旺 ↔ 凯旋门-戴高乐 537：圣旺-德班 ↔ 圣旺-塞纳河岸 |

| 14：圣旺市政厅 ↔ 沙特雷 ↔ 贝尔尼十字架站 | 44：巴黎东站 ↔ 圣旺市政厅 ↔ 加日-萨塞勒站 |

## 政治

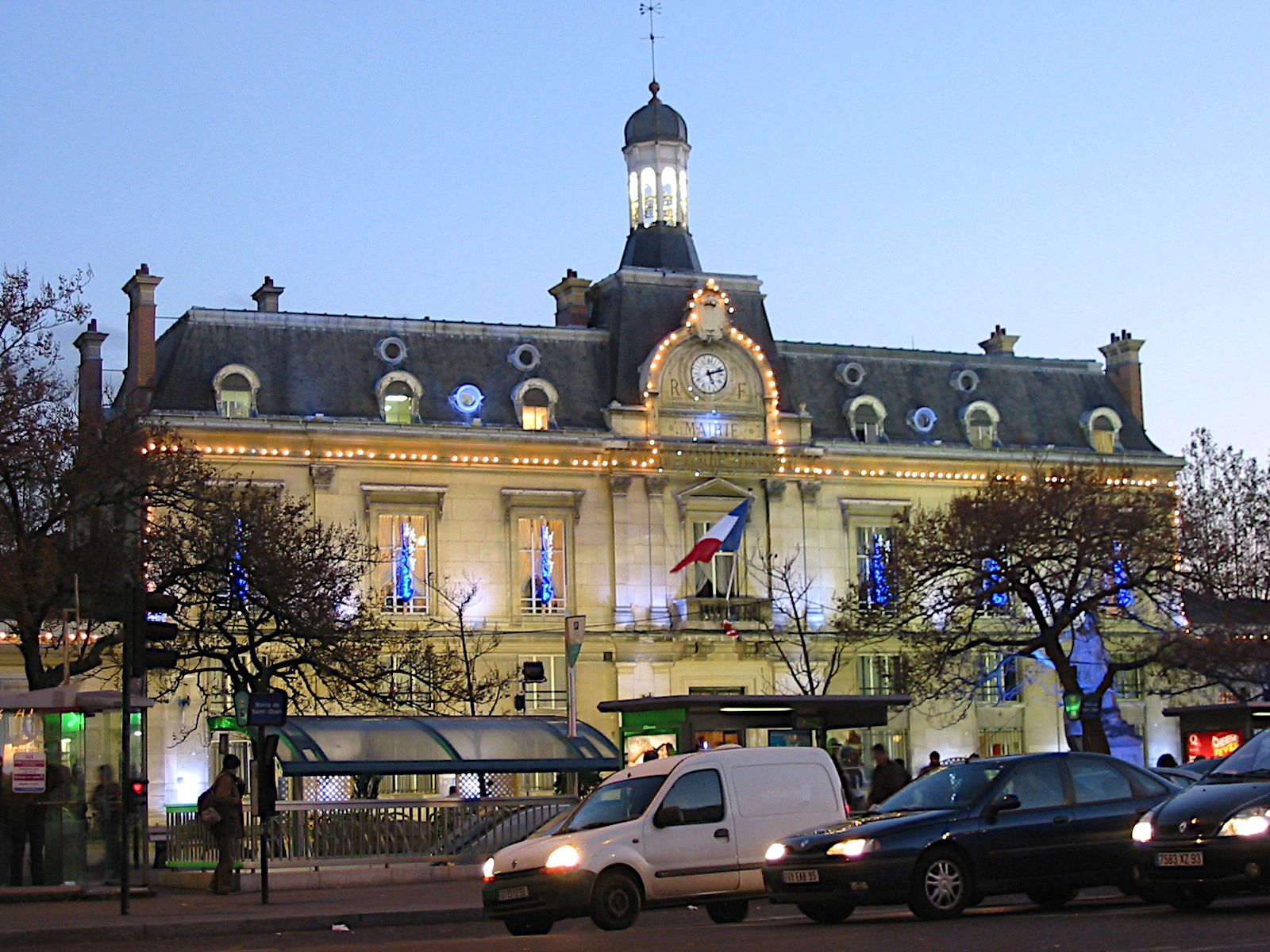
塞纳河畔圣旺市政厅

塞纳河畔圣旺的现任市长为卡里姆·布阿姆拉纳先生，他是社会党的一名成员，在2020年的市政选举中获得了38.09%的支持率。
在2017年的法国总统大选中，法国第25任总统埃马纽埃尔·马克龙在塞纳河畔圣旺获得了85.07%的支持率。
| 塞纳河畔圣旺历届市长 |                          |                                              |
| 任期                 | 市长                     | 党派                                         |
| 1944年－1945年       | 亚历山大·巴什莱          | SFIO工人国际法国支部                         |
| 1945年－1979年       | 费尔南·勒福尔            | PCF法国共产党                                |
| 1979年－1999年       | 波莱特·福斯特            | PCF法国共产党                                |
| 1999年－2014年       | 雅克丽娜·鲁永-当布勒维尔 | PCF法国共产党                                |
| 2014年－2020年       | 威廉·德拉努瓦            | DVD右翼无党派人士 →UDI民主人士和独立人士联盟 |
| 2020年－             | 卡里姆·布阿姆拉纳        | PS社会党                                     |

## 人口
2018年，塞纳河畔圣旺市镇人口数量为50,670，在法国排名第128位。其中男性25,555人，女性25,553人，75岁及以上人口占3.2%，外籍人口数量为16,103人，人口密度为11,756人/平方公里，当地居民被称为（男性）以及（女性）。2019年，塞纳河畔圣旺境内出生957人，死亡人口255人。
| 年份   | 1936   | 1946   | 1954   | 1962   | 1968   | 1975   | 1982   | 1990   | 1999   | 2006   | 2011   | 2016   | 2018   |
| ------ | ------ | ------ | ------ | ------ | ------ | ------ | ------ | ------ | ------ | ------ | ------ | ------ | ------ |
| 人口數 | 51,106 | 45,465 | 48,112 | 51,956 | 48,886 | 43,588 | 43,606 | 42,343 | 39,722 | 42,950 | 47,783 | 49,664 | 50,670 |

## 经济

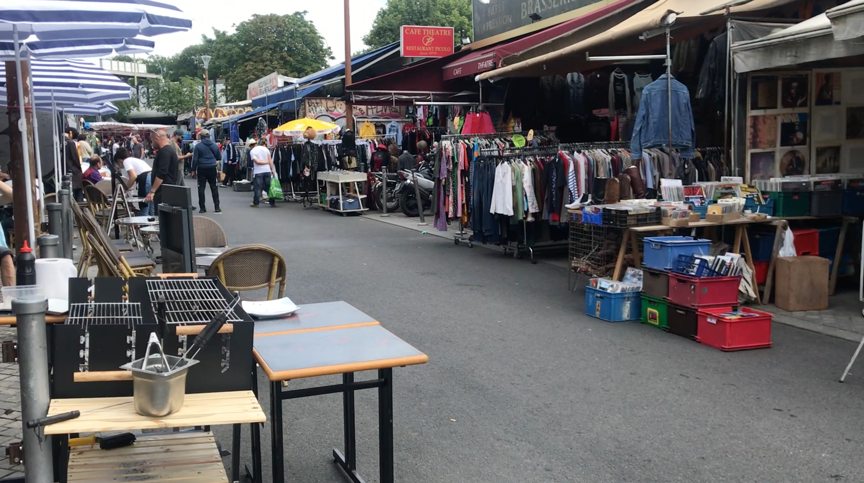
圣旺跳蚤市场一角

塞纳河畔圣旺是巴黎北部的一个卫星城，也是巴黎经济区的重要组成部分，当地共有各类用人单位8,432家，平均历史为13年，其中99.05%为中小型企业（PME）。阿尔斯通总部、三星集团法国工厂及罗伯特·博世公司法国工厂是当地2019年营业额最高的三个企业，分别为2,981,000,000欧元、2,771,232,085欧元和2,668,332,016欧元。

## 财政收入
2019年，塞纳河畔圣旺的财政收入总额为134,014,000欧元，财政支出总额为119,335,000欧元，当年的债务总额为139,860,000欧元。
2015年，塞纳河畔圣旺的人均月收入总额为2,568欧元，其中高级职员为4,141欧元，中级职员为2,632欧元，普通职员为1,938欧元。
2017年，塞纳河畔圣旺境内的青壮年（15至64岁）失业率为17.7%，当地46.7%的家庭拥有纳税资格。

## 社会事务

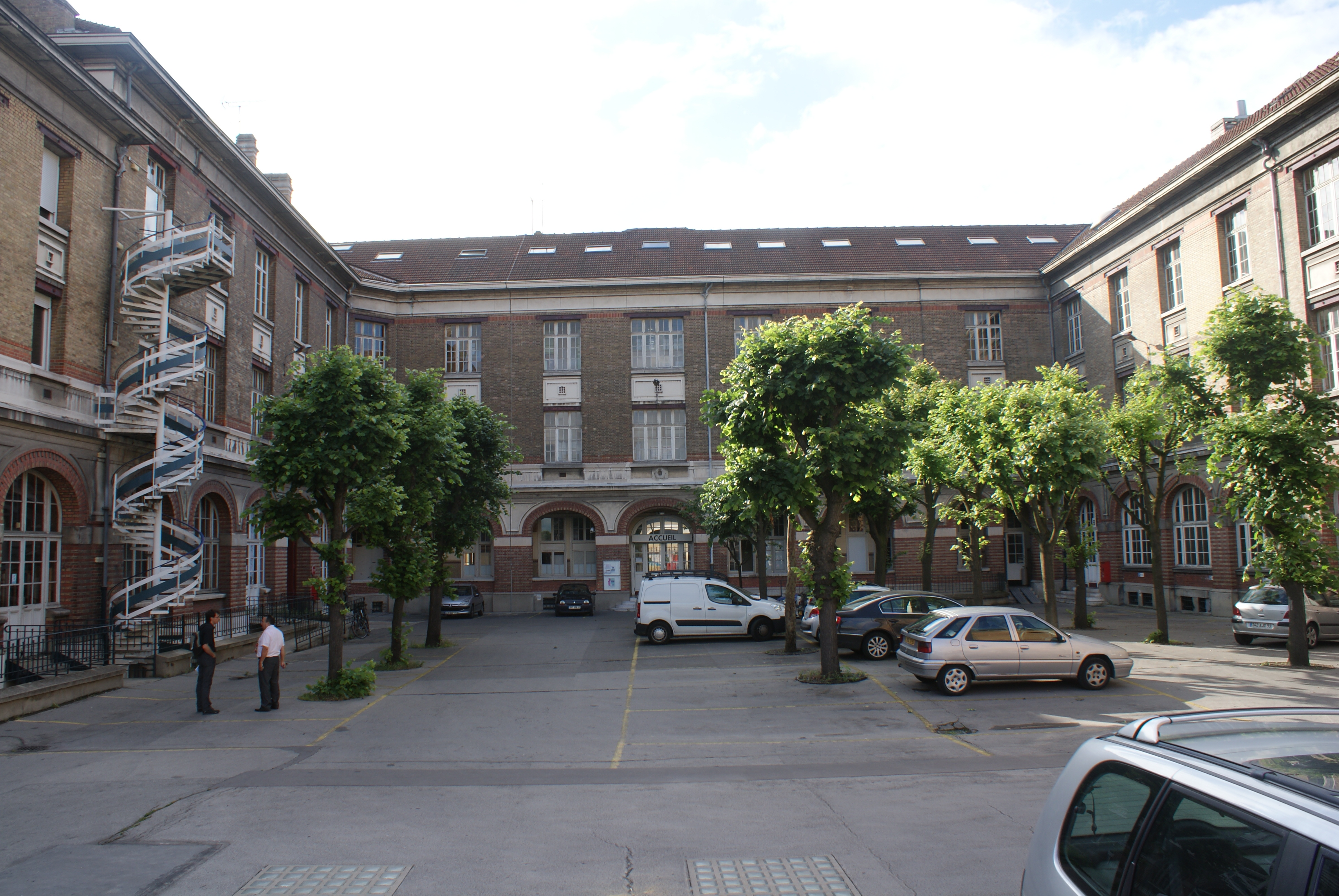
巴黎高等机械学院

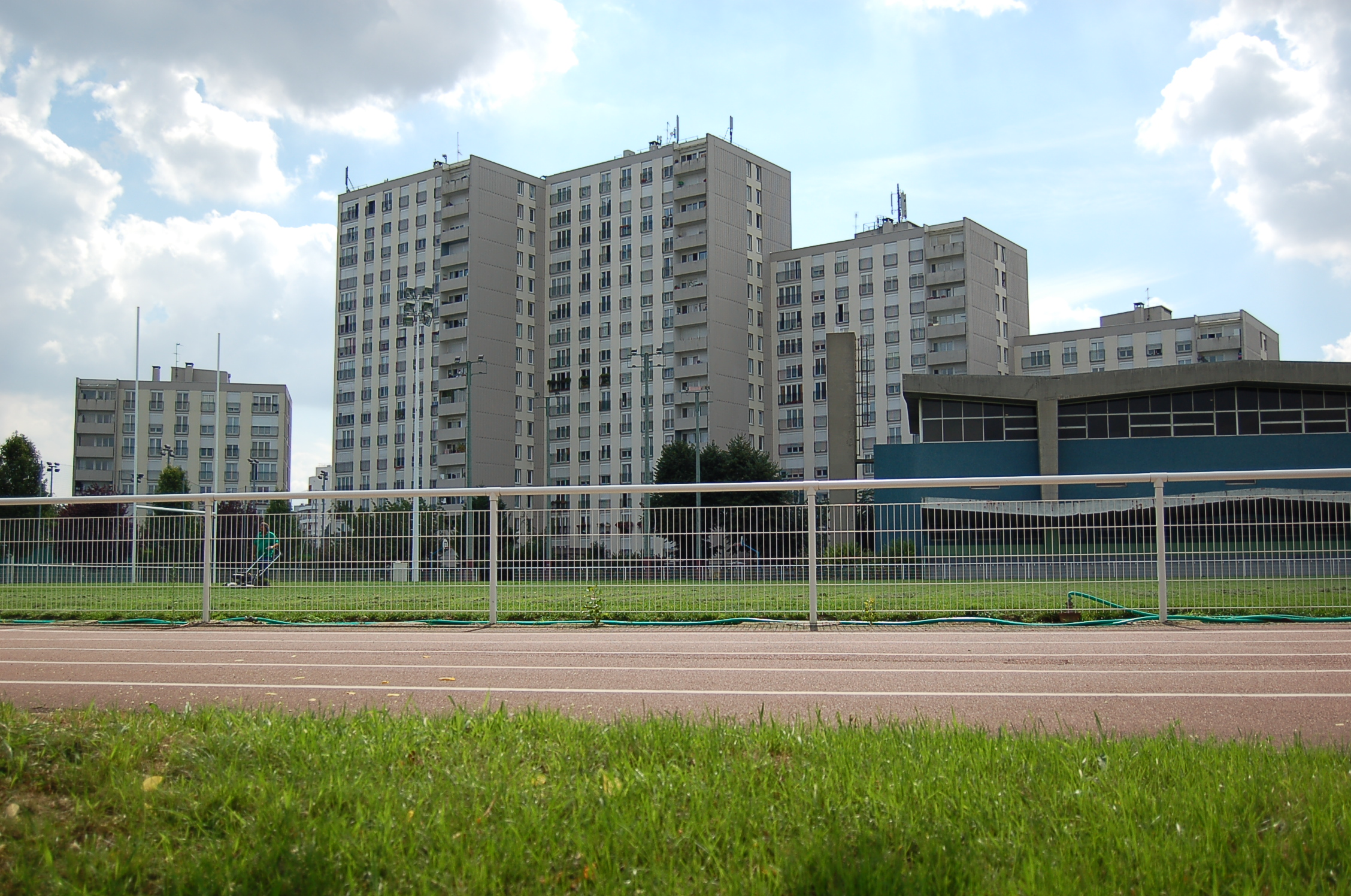
圣旺境内的居民建筑

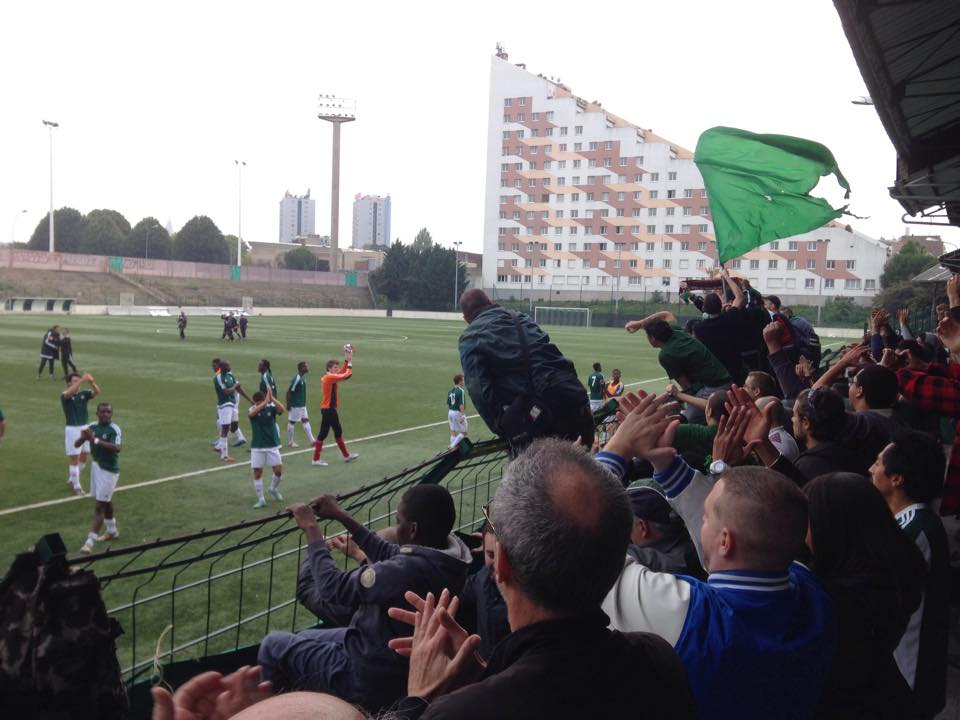
比赛中的红星足球队

### 教育
塞纳河畔圣旺属于克雷泰伊学区。截止2019年1月1日，塞纳河畔圣旺境内共有8所幼儿园、13所小学、3所初级中学以及2所普通高中。2018至2019学年度，塞纳河畔圣旺境内共有在校中等教育阶段学生3,596名。
在高等教育方面，巴黎高等机械学院位于塞纳河畔圣旺境内，国立高等美术学院亦在塞纳河畔圣旺境内设有一处校区。

### 医疗
截止2019年1月1日，塞纳河畔圣旺境内共有全科医生20名、保健师21名、牙医22名、护士15名、耳科医生2名、眼科医生5名、皮肤科医生2名、助产士3名、儿科医生1名和妇科医生1名。境内共有药房15家、养老院3家、残疾人帮扶中心2家。
距离塞纳河畔圣旺最近的公立医院为比沙-克洛德·贝尔纳医院，位于巴黎十八区，设有床位916个，是当地规模最大的公立综合性医院。

### 住房
2017年，塞纳河畔圣旺境内共有各类住房26,333套，其中4.6%为独立式居民区，93.4%为集中式居民区。常住房屋占塞纳河畔圣旺市镇范围内居民建筑总量的89.4%。
在住房保障政策方面，2017年，塞纳河畔圣旺境内共有7,436户家庭获得了住房经济补助，受益人数占总人口数量的14.5%，其中7,328份为房租补助。

### 商业
2019年，塞纳河畔圣旺境内共有各类实体商铺1,807家，其中餐厅347家、大型超市12家、杂货店49家、面包房45家、肉铺12家、书店14家、装饰品店6家、银行门店17家、美容美发店52家、汽车维修店68家。圣旺跳蚤市场位于市区最南部，每周六、日和一举办，是当地乃至巴黎地区规模最大的旧货交易集市。

### 体育
2019年，塞纳河畔圣旺境内共有1家游泳池、5间体育馆、3座综合体育场、5处网球场、4处足球或橄榄球场以及3处篮球或排球场。
红星足球俱乐部是当地的一支足球队，成立于1897年，是巴黎地区历史最久远的足球俱乐部，曾获得5次法国杯的冠军，2020至2021赛季参加法国全国联赛（法丙）。

### 环境
塞纳河畔圣旺的环境事务由其所属的公共社区负责。2019年，塞纳河畔圣旺境内共有3家污染企业。

### 治安
2014年，塞纳河畔圣旺及附近地区共发生各类案件5,695起，其中盗窃类案件3,001起，经济类案件433起，毒品交易类案件879起。
塞纳河畔圣旺境内设有一处警察局。距离塞纳河畔圣旺最近的国家宪兵队位于博比尼境内。

## 文化
2019年，塞纳河畔圣旺境内共有1家剧场、1家电影院、1家博物馆和1家音乐厅。塞纳河畔圣旺市政府提供多媒体中心，向公众全年开放。

### 建筑
塞纳河畔圣旺境内有多处法国国家文物保护单位，其中圣旺城堡、旧圣旺教堂等为当地的代表性历史建筑物。

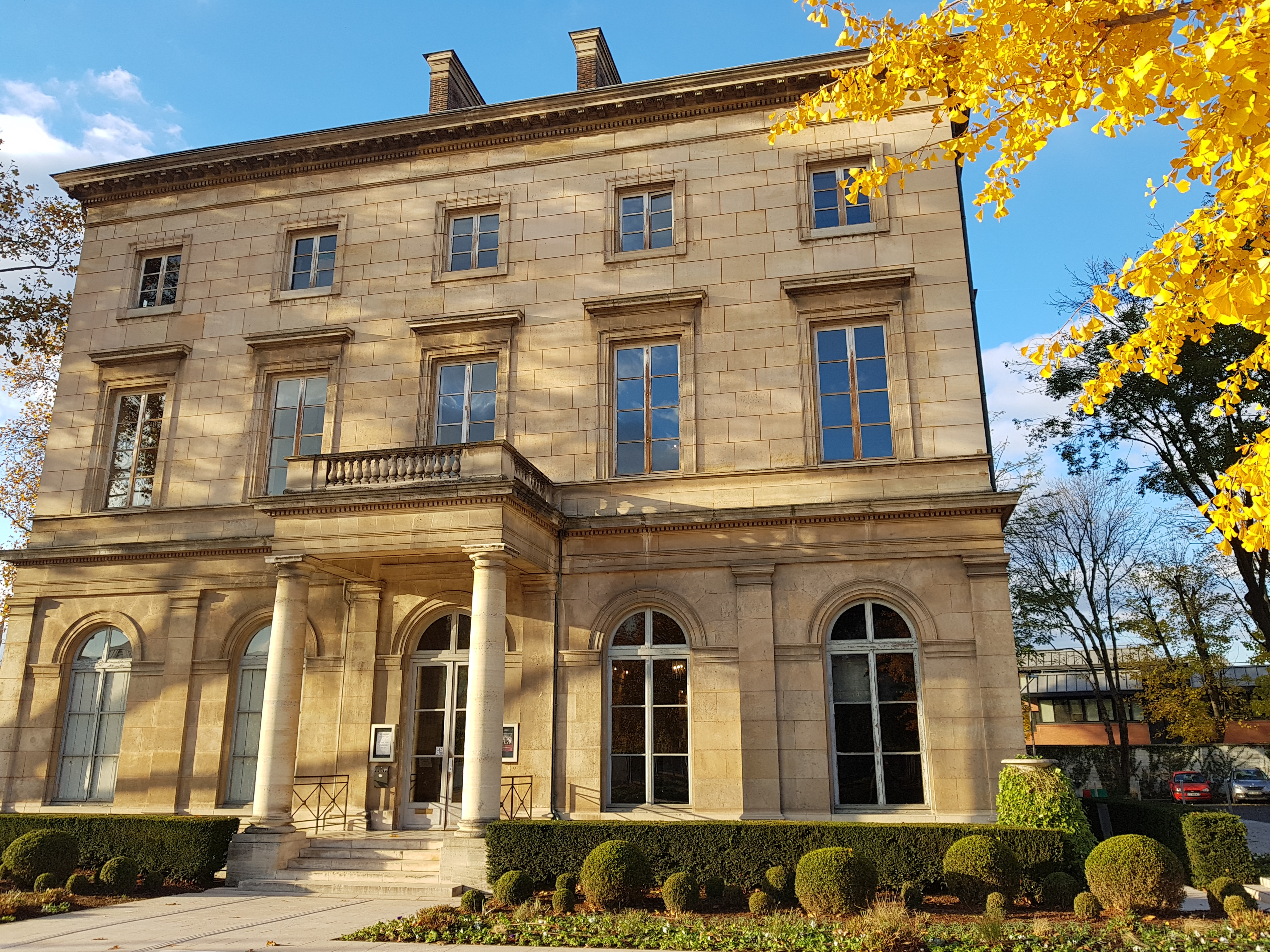
圣旺城堡
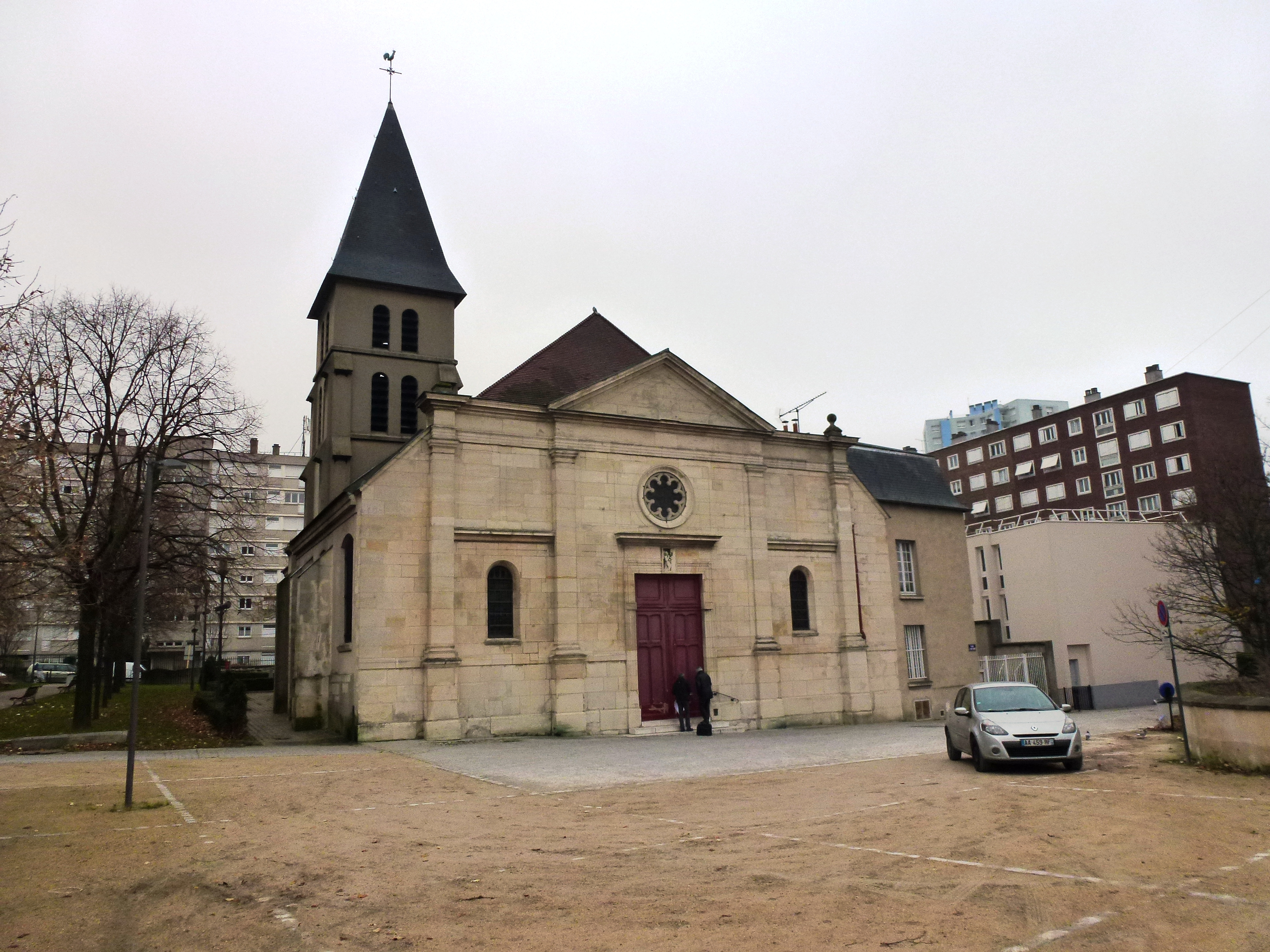
旧圣旺教堂（法语：Église Saint-Ouen-le-Vieux）
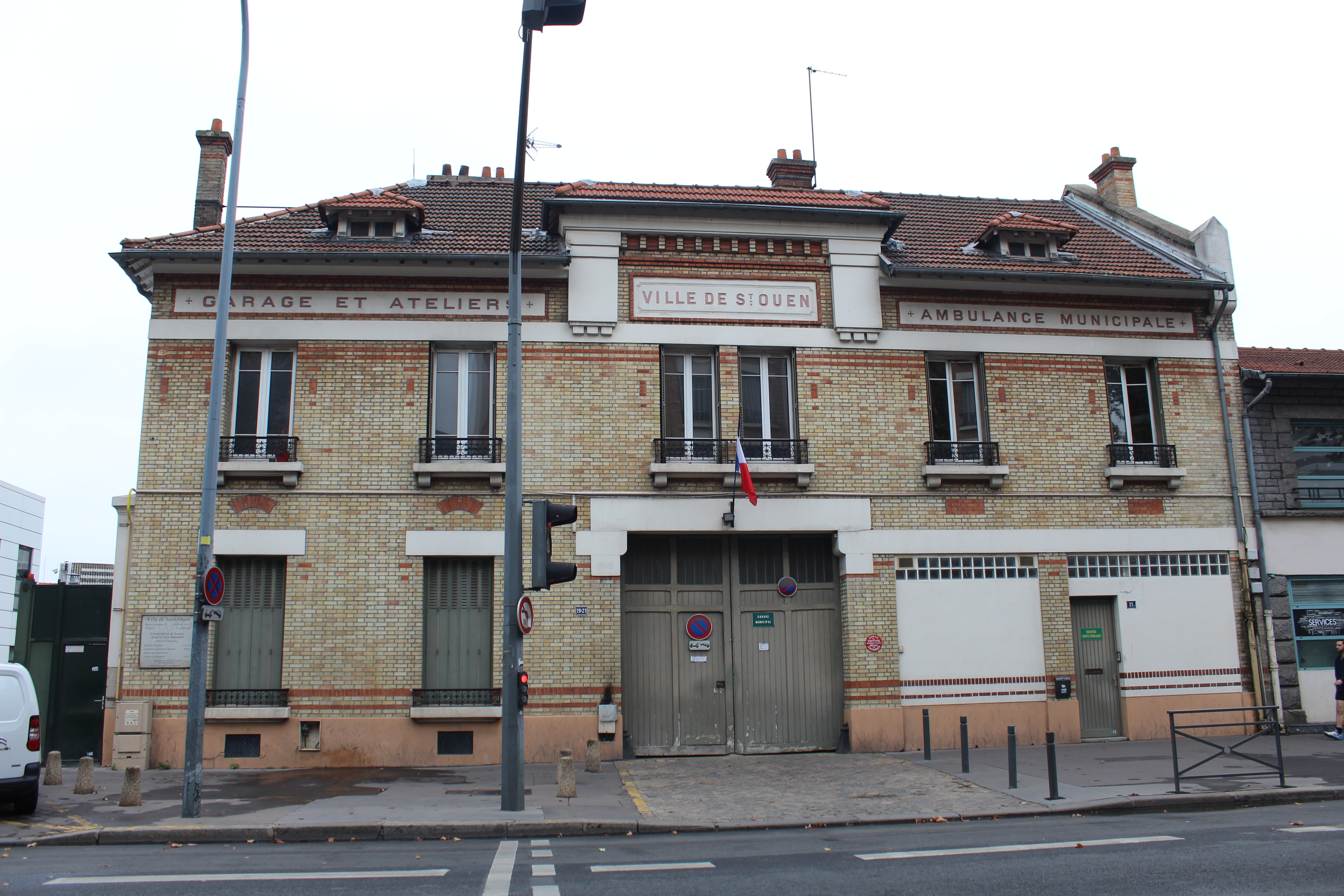
市政手工作坊旧址
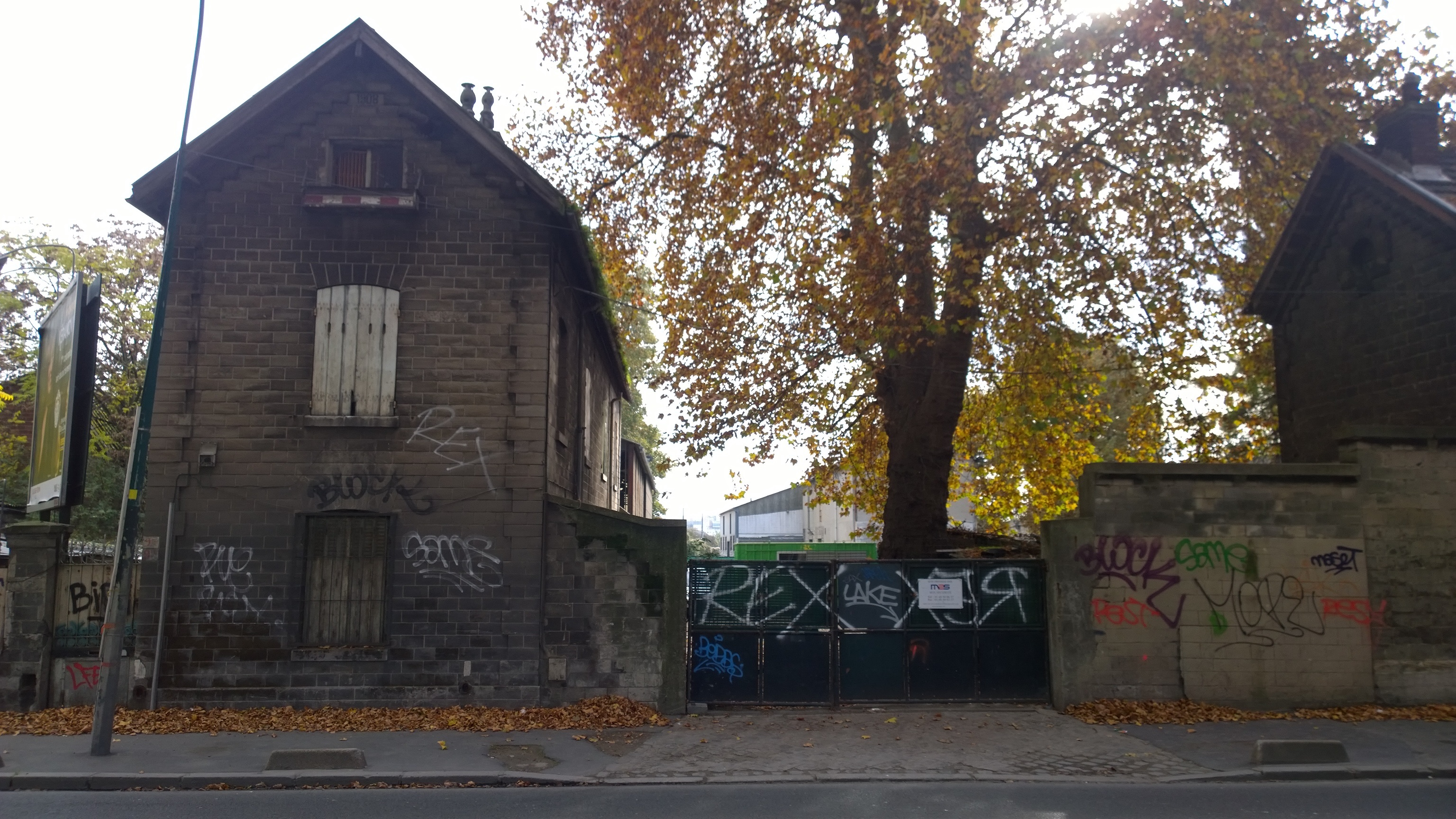
船坞工业区旧址
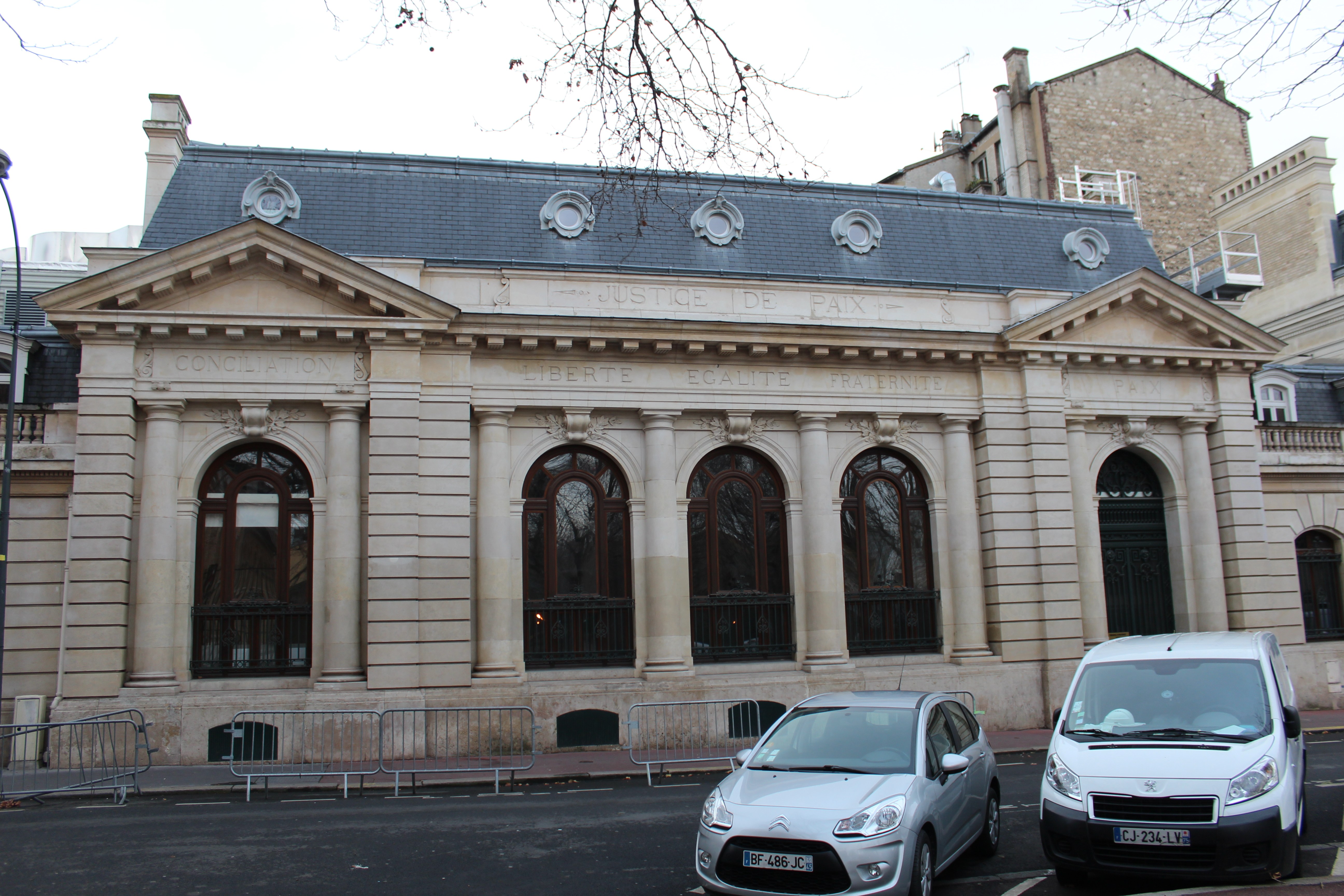
审判法院

### 旅游
塞纳河畔圣旺的旅游事务由其所属的公共社区负责。2020年，塞纳河畔圣旺境内共有7家宾馆共计546间房间。

### 媒体
法国主要的媒体均可在塞纳河畔圣旺接收，法国电视三台下属的法兰西岛大区频道在部分时段播出塞纳河畔圣旺所属区域的地方新闻。

## 相关人物
法国牙科医学家亨利·古热罗、自行车运动员夏尔·泰龙以及足球运动员吉米·特劳雷出生于塞纳河畔圣旺。

## 友好城市
截至2021年3月，塞纳河畔圣旺共与三座城市互为友好城市关系：
- 俄羅斯 波多利斯克
- 保加利亚 鲁塞
- 義大利 特爾尼